# Relationer mellan Egypten och Finland
Relationer mellan Egypten och Finland på diplomatisk nivå knöts i sin nuvarande form 15 februari 1947, efter att de avbrutits 5 januari 1942. Finland erkände Egyptens självständighet redan 8 april 1922. Finland har en ambassad i Kairo, och Egypten har en ambassad i Helsingfors. Finland har vissa sanktioner mot Egypten.